# Oliver Gottwald

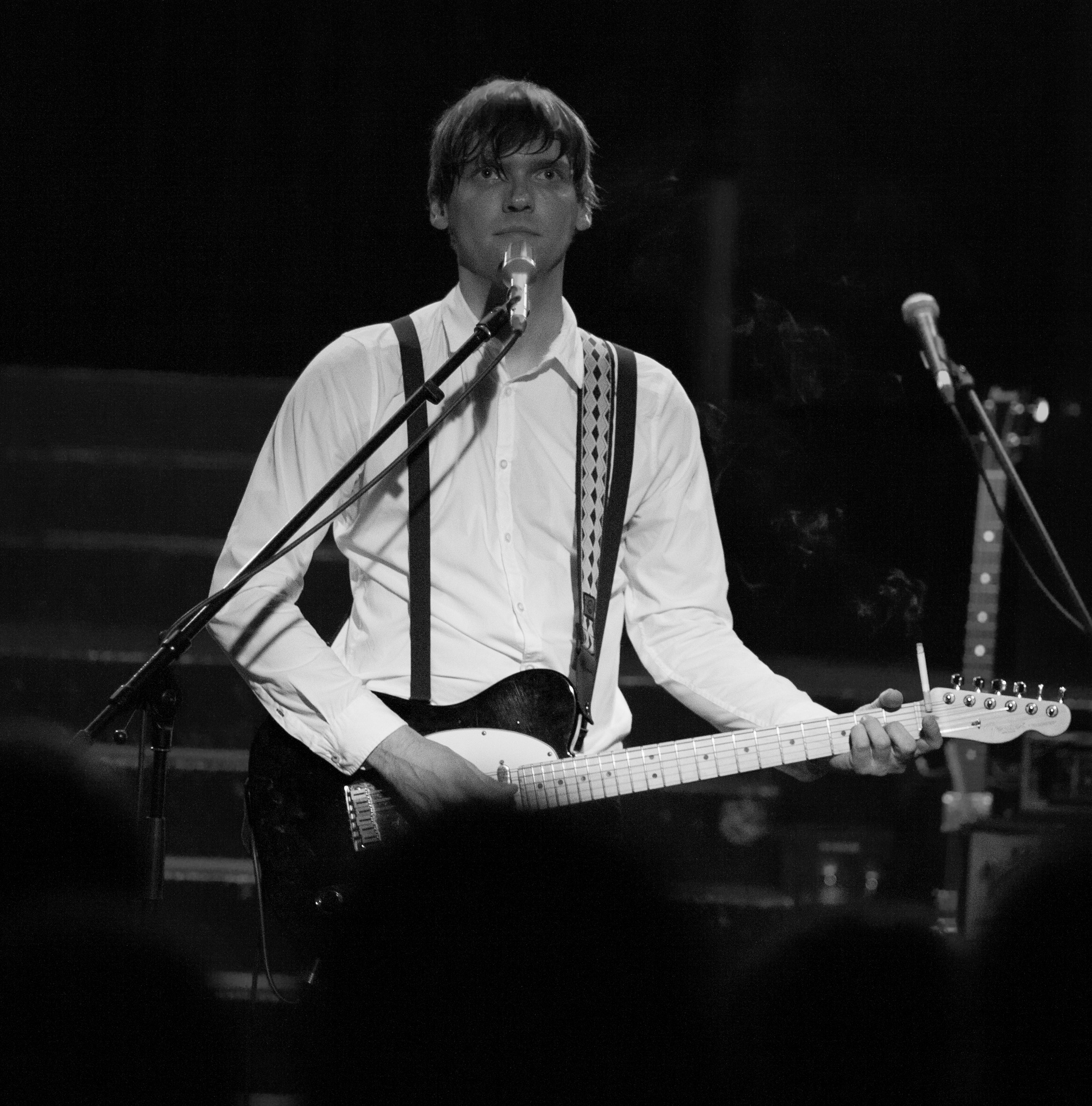
Oliver Gottwald

Oliver Gottwald (* 27. September 1978) ist ein Sänger, Gitarrist und Songwriter im deutschsprachigen Indiepop. Der ehemalige Frontmann von Anajo arbeitet seit einiger Zeit als Solokünstler, jedoch mit festen Bandmitgliedern, die ihn im Studio und auf Konzerten begleiten.

## Leben
Oliver Gottwald wuchs in Schwabmünchen bei Augsburg auf. Im Jahr 2000 gewann er mit seiner Band Anajo den Augsburger Nachwuchswettbewerb „Band des Jahres“. Er unterschrieb einen Autorenvertrag beim Musikverlag Warner/Chappell und die Band veröffentlichte mehrere EPs. 2004 nahm das Hamburger Indie-Label Tapete Records die Band unter Vertrag. Dort brachten sie vier Alben heraus und konnten sich mehrmals in den deutschen und österreichischen Charts platzieren. Bundesweite Bekanntheit erreichte Oliver Gottwald vor allem durch den Auftritt bei Stefan Raabs Bundesvision Song Contest im Jahr 2007, wo er mit Anajo für das Bundesland Bayern antrat und im Duett mit der Sängerin Suzie Kerstgens (Klee) das Lied Wenn du nur wüsstest sang. Die Band erreichte damit den neunten Platz.
Im Herbst 2014 verkündete die Band, „musikalisch getrennte Wege zu gehen“. Oliver Gottwald arbeitete daraufhin an einem Soloalbum, das unter dem Titel Zurück als Tourist im Februar 2015 ebenfalls bei Tapete Records erschien.
Ende 2016 gründete er mit seinem Partner ein eigenes Label namens Lieblingslieder Records, auf welchem bereits die Singles Mustangmann, Stadt Land Fluss und Halluzinationen veröffentlicht wurden. Alle drei Songs sind Bestandteil der EP Lieblingslieder. Darüber hinaus arbeitet Gottwald seit Kurzem mit einer neuen festen Band, bestehend aus Samuel Heinecker (Keyboard), Fabian Schlegel (Schlagzeug) und Ralph Stachulla (Bass).
Die Single Stadt Land Fluss ist der Titelsong zur achtteiligen Jugendserie „Stadt, Land, Bus“ im KiKA, welche erstmals im November 2017 ausgestrahlt wurde und in deren Finalfolge der ersten Staffel auch ein Auftritt von Oliver Gottwald und Band zu sehen war.
Neben seiner eigenen Musikkarriere engagiert sich Oliver Gottwald im Bereich Nachwuchsförderung. Er saß u. a. mehrere Male in den Jurys des „Newcomer Contest Bayern“ und des „John Lennon Talent Award“.
Am 12. März 2018 veröffentlichte der Rapper Errdeka das Album „Solo“, worauf der Song „Funkeln feat. Oliver Gottwald“ zu finden ist.
Oliver Gottwald war für den Augsburger Medienpreis 2018 in der Kategorie Ton nominiert.
Der Anajo-Song „Mein erstes richtiges Liebeslied“, geschrieben und komponiert von Oliver Gottwald, ist in Staffel 4, Episode 9 der amerikanischen Serie Better Call Saul zu hören.

## Diskografie

### Solo

#### Alben
- 2015: Zurück als Tourist (Tapete Records / Indigo)
- 2022: 2. OG (Lieblingslieder Records / Believe)

EPs
- 2017: Lieblingslieder (Lieblingslieder Records / Believe)

#### Singles
- 2014: Freunde fürs Leben (Tapete Records / Indigo)
- 2016: Mustangmann (Lieblingslieder Records / Believe)
- 2017: Stadt Land Fluss (Lieblingslieder Records / Believe)
- 2017: Halluzinationen (Lieblingslieder Records / Believe)
- 2019: Zukunftsmusik (Lieblingslieder Records / Believe)

Features
- 2018: Funkeln mit ERRdeKa